# Klosterkirche St. Annen (Kamenz)

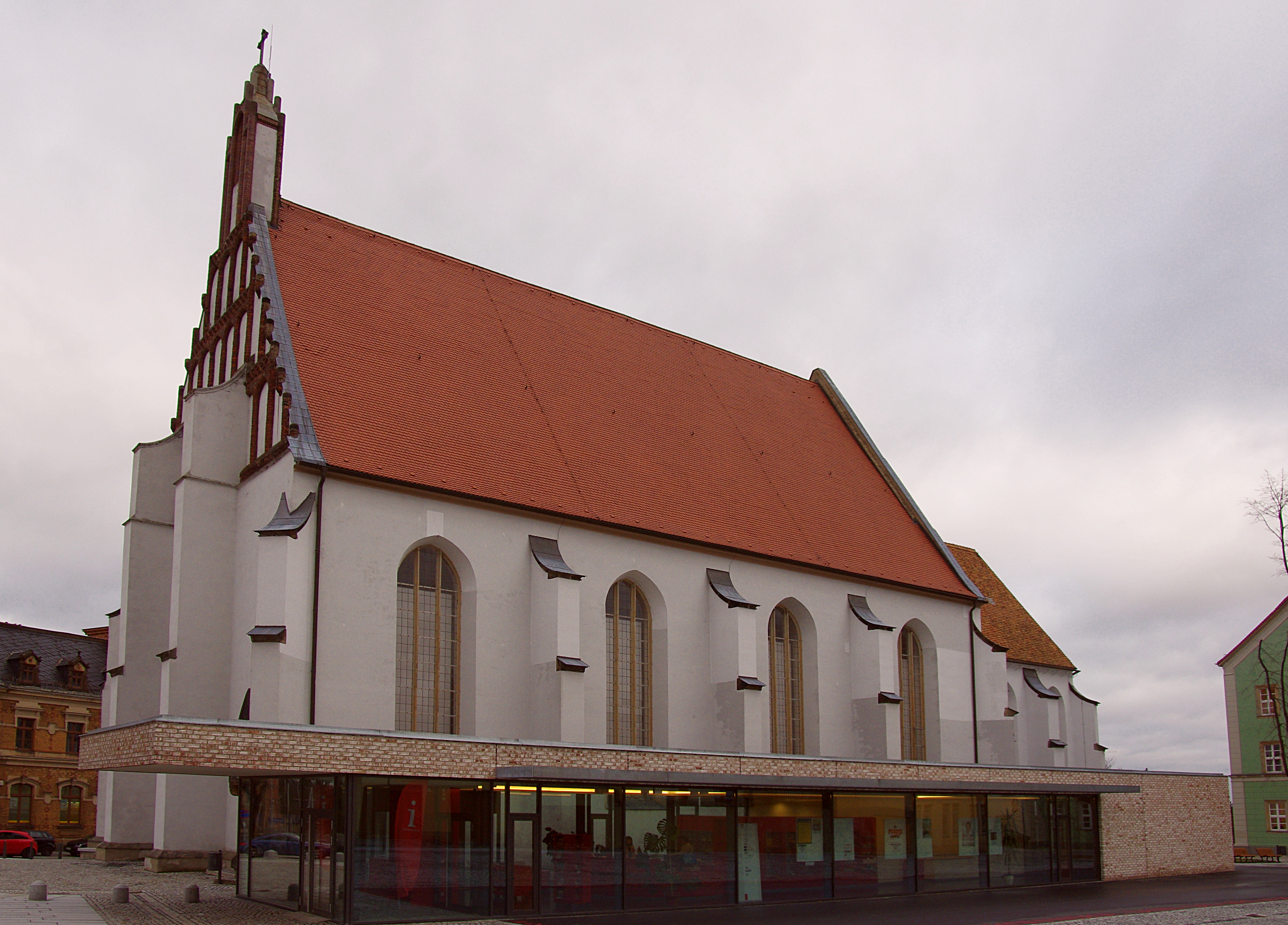
Klosterkirche St. Annen

Die Klosterkirche St. Annen war die Kirche des Kamenzer Franziskanerkonvents. Nach der Aufhebung des Klosters wurde sie für den evangelischen Gottesdienst der sorbischen Einwohner genutzt. Seit August 2011 dient der Raum sowohl kirchlichen Zwecken, Konzerten und Veranstaltungen als auch unter dem Namen Klosterkirche und Sakralmuseum St. Annen der Präsentation sakraler Kunstwerke aus den Kamenzer Kirchen. Ein zurückhaltender, neuer Anbau wird von der Tourist-Info genutzt. Die diesbezügliche „vorbildliche Zusammenarbeit von Kirchengemeinde und Kommune“, die „markante Verbindung von alter und neuer Architektursprache“ sowie die „reiche, zugleich nobel zurückhaltende Präsentation mehrerer Flügelaltäre und kostbarer Ausstattungsstücke“ wurden 2014 mit dem 1. Preis der Stiftung zur Bewahrung kirchlicher Baudenkmäler in Deutschland gewürdigt.
Mit den spätgotischen Flügelaltären der Annenkirche sowie von St. Marien und St. Just bildet Kamenz zusammen mit dem nahen Kloster St. Marienstern eine Doppelstation der „Via Sacra“.

## Geschichte

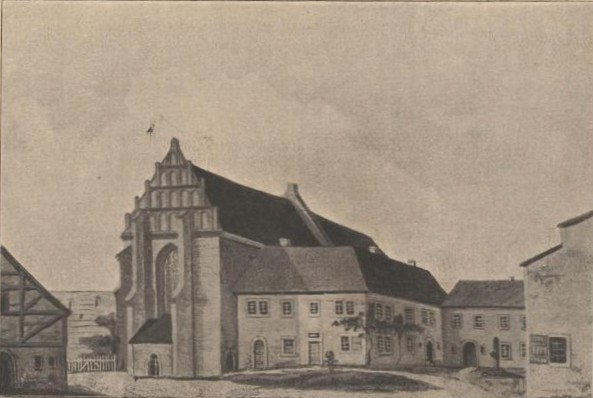
Das Kloster 1499

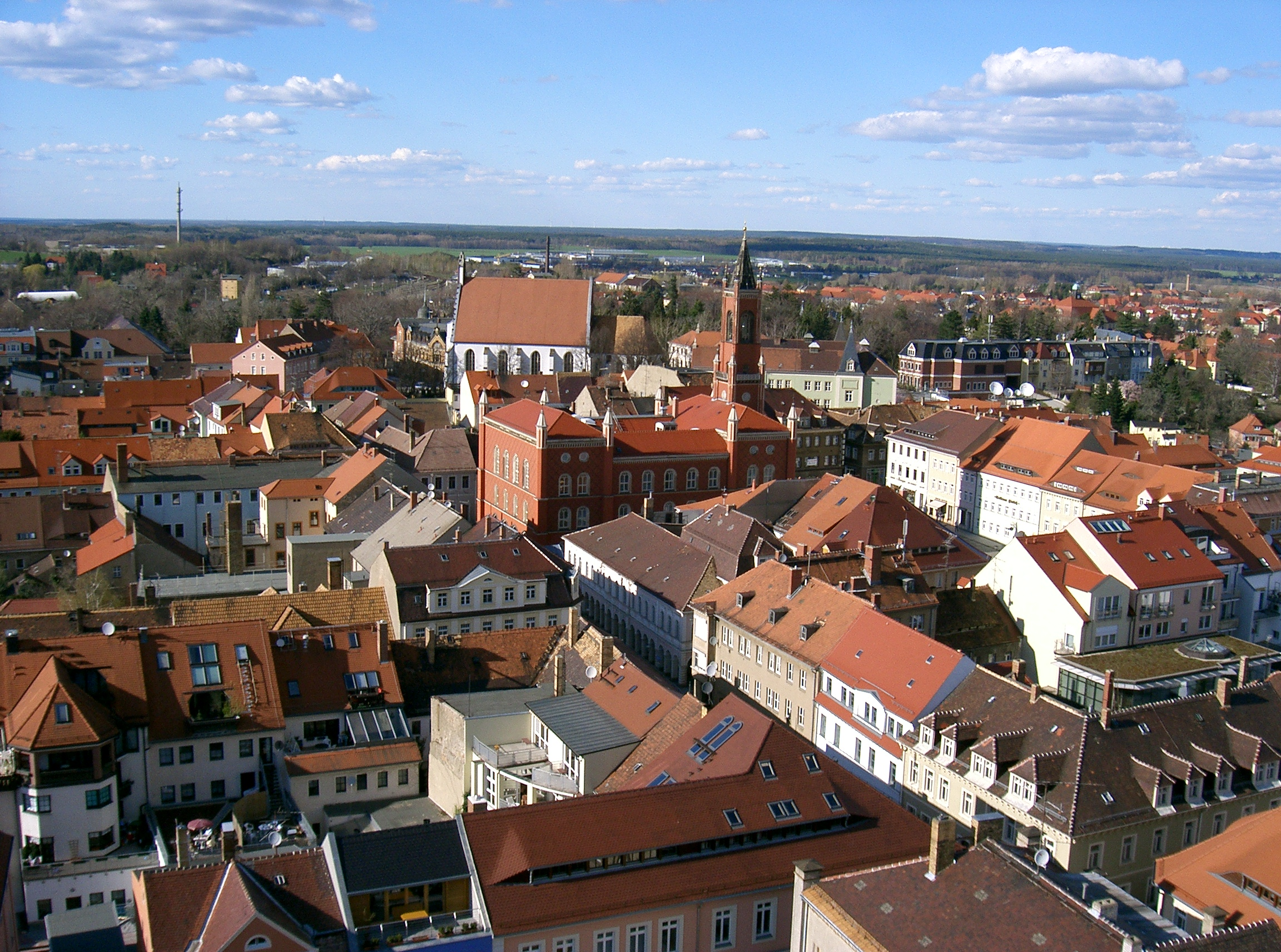
Blick über die Kamenzer Innenstadt, im Hintergrund – mit dem markanten Dach – die Klosterkirche St. Annen

Nachdem der Kamenzer Rat seinen lang anhaltenden Widerstand gegen die Absicht des böhmischen Königs Vladislav II. aufgab, hier Franziskaner von der strengen Observanz anzusiedeln, wurde am 20. Mai 1493 der Grundstein für den Bau des Klosters durch den Oberlausitzer Landvogt Sigismund von Wartenberg gelegt. Damit war der Kamenzer Konvent die letzte Franziskanergründung in den Ländern der böhmischen Krone. Auf Betreiben des Landvogts wurde auch ein Ablass eingerichtet, der für die Besucher 1.200 Tage „Gültigkeit“ hatte. Die ersten Franziskaner kamen aus dem südböhmischen Kloster Bechin.
Der Rat hatte den Ordensbrüdern lediglich einen Bauplatz außerhalb der Stadtmauern am Nordrand der Stadt zugewiesen, sodass das Kloster selber für die Verteidigung, die Befestigung und die Eingliederung seiner Gebäude in den Mauerring sorgen musste. Dies hatte kuriose Folgen: Nachdem der Konvent einen äußeren, die Klostergebäude umschließenden Mauerring errichtet hatte, gelang es ihm 1518, ein Haus an der inneren Mauer zu erwerben, an dessen Stelle das Klostertor errichtet wurde – das Kloster erhielt endlich einen geschützten Zugang zur Stadt. 1521 waren die rechtlichen Verhältnisse an den Stadtmauern mit dem Rat endgültig geklärt.
1512 erhielt der Konvent Reliquien der Heiligen Anna aus Prag, deren Patrozinium die Kirche unterstellt wurde. 1518 vermehrte König Ludwig II. die Privilegien des Klosters.
Die Bauphasen und die Urheberschaft sind urkundlich schwer zu fassen. Ein Achsversatz sowie ein Knick zwischen Chor und Langhaus lassen vermuten, dass diese nicht gleichzeitig ausgeführt wurden. Die Jahreszahl 1512 am Triumphbogen deutet auf die Vollendung des Langhauses in jenem Jahr hin. Als Baumeister nennt Cornelius Gurlitt nach Analyse von Steinmetzzeichen einen Wolf(f) Rüdinger, der auch an vielen anderen Orten der Oberlausitz und später in Schneeberg wirkte; Georg Dehio dagegen nennt einen Wolff Hrabisch.
Zu der ursprünglich ablehnenden Haltung des Rates kontrastierte die engen Verbundenheit der Innungen und vieler Bürgerfamilien mit dem Orden, was sich in der Stiftung zahlreicher Altäre ausdrückte. Der Erfolg der Franziskaner erscheint umso deutlicher, wenn man sich die kurze Zeit des Bestehens des Klosters vor Augen führt.
1527 hielt der Prädikant Johannes Ludwig die erste protestantische Predigt in Kamenz, 1536 ordnete der Rat endgültig die Einführung der Reformation an. Das Franziskanerkloster blieb noch eine Weile die Bastion des Katholizismus in der Stadt. Dem Ordensgeistlichen Matthes Rudolph, der später als „kluger Mönch“ legendär wurde, gelang es, zunehmend Menschen wieder für die „alte Lehre“ zu gewinnen, worüber sich der Rat beschwerte.
Nachdem der letzte Franziskaner das Kloster 1564 verlassen hatte, übergab der Administrator des Bistums Meißen in der Ober- und Niederlausitz Johann Leisentrit – gegen den ausdrücklichen Willen des Bechiner Mutterklosters – Kirche und Konventsgebäude an die Stadt. Zu den mit der Übergabe an den Rat verknüpften Bedingungen gehörten das Abhalten der Messe nach wendischem Ritus in der Klosterkirche, die Einrichtung einer Schule in den Konventsgebäuden sowie der Schutz der Altäre, Heiligenbilder, Gewänder und Messkelche vor Profanierung. In der Folgezeit wurde in den Klostergebäuden eine Ratslateinschule eingerichtet, die später auch Gotthold Ephraim Lessing besuchte. Die Kirche diente vereinbarungsgemäß dem sorbischsprachigen evangelischen Gottesdienst, der zuvor in der Katechismuskirche gefeiert worden war, und erhielt Bezeichnung Wendische Kirche.
1672 wurde eine Empore eingebaut. Die Brände von 1707 und 1842, die große Teile der Stadt und die Konventsgebäude zerstörten, ließen zumindest die Innenausstattung der Kirche unversehrt. Nach 1842 wurde das Kircheninnere gänzlich neu gestaltet; zahlreiche Einrichtungsgegenstände wurden ausgelagert und kamen erst 1911 wieder in die Kirche. Im Verlauf dieser Arbeiten wurden auch die Fenster auf der Südseite ausgebrochen, wobei ein mittelalterliches Freskengemälde zerstört wurde, sowie die Glockenbekrönung über dem Westgiebel errichtet, an deren Planung auch Gottfried Semper beteiligt war. Außerdem erhielt die Kirche ein neues Gestühl, eine neue Kanzel, die Westempore sowie eine 26-registrige Orgel von Johann Gottlob Mende, die 1994 restauriert wurde.
Nachdem 2003 bereits Teile der Erstbemalung des Chorgewölbes aufgedeckt werden konnten, wurde diese im Rahmen der Innensanierung der Kirche 2009 komplett freigelegt. Dabei wurden partiell Fehlstellen in den Malschichten ergänzt (sog. „Retusche“). 2010 wurde die im Zuge der Restaurierungsarbeiten am Triumphbogen aufgefundene Anna-selbdritt-Darstellung von 1512 erneuert. Es handelt sich hierbei um eine Seccomalerei.

## Gegenwart: Kirche und Museum

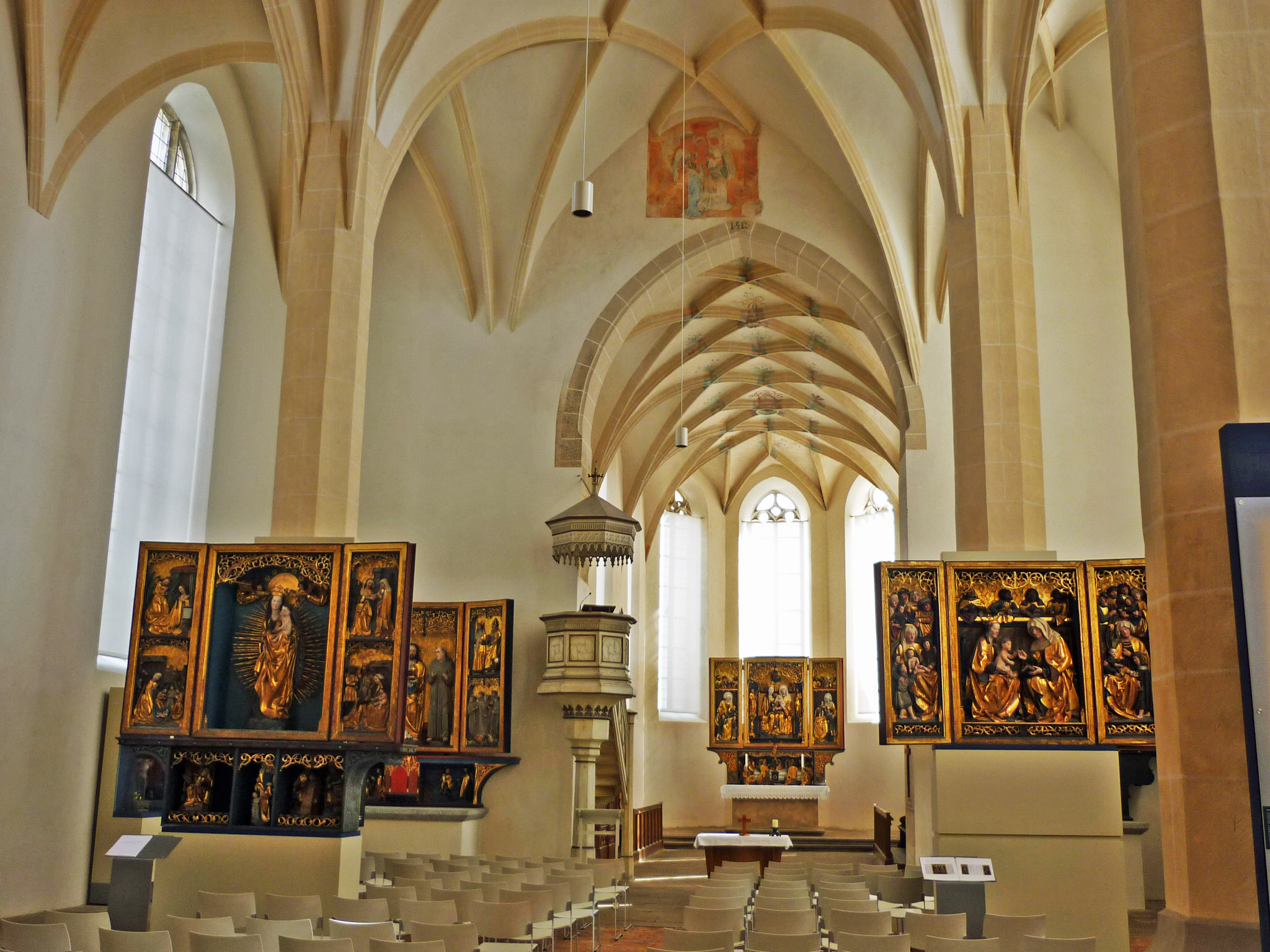
Blick zum Chorraum

Bis Anfang des 21. Jahrhunderts diente die Klosterkirche vor allem als Konzert- und Ausstellungsraum. Außerdem wurden hier Festgottesdienste sowie ökumenische und Schulgottesdienste abgehalten.
Im Dezember 2009 schlossen die Kirchengemeinde und die Stadt Kamenz einen auf 50 Jahre angelegten Kooperationsvertrag über die Nutzung und Umgestaltung der Kirche, die im August 2011 abgeschlossen wurde. Das Gotteshaus wird seitdem einerseits weiterhin für Gottesdienste genutzt, andererseits beherbergt der Raum ein Museum (Sakralmuseum), in dem die zahlreichen sakralen Kunstschätze aus den Kamenzer Kirchen angemessen präsentiert werden können. Die wertvolle und vielfältige Sammlung des Museums erzählt von Franziskanern, Stiftern, von Heiligenverehrung und der Reformationszeit. Insbesondere das im weiten Umkreis einzigartige Ensemble von fünf spätgotischen Schnitzaltären, das von einem gotischen Rippengewölbe überspannt wird, ermöglicht, Kunst des Mittelalters und der Renaissance zu entdecken. In den Vitrinen gibt es beispielsweise ein kostbares Reliquienaltärchen von 1400, das „Bornkindl“ aus der Zeit Martin Luthers oder das von Wolfgang Krodel, einem Cranach-Schüler, gemalte Bildpaar Gesetz und Gnade von 1542.
Das Haus ist eine wichtige Station auf der „Via Sacra“, einer touristischen Route, die einzigartige Bauwerke und Kunstschätze in der Oberlausitz, Niederschlesien und Nordböhmen verbindet.
Regelmäßig widmet sich das Museum Sonderausstellungen zu kunst- und kulturhistorischen Themen sowie zu Positionen der Gegenwartskunst. Damit bietet es Künstlern einen in dieser Region in mehrfacher Hinsicht singulären Raum. Denn so, wie die mittelalterlichen Objekte durch zeitgenössische Bilder und Konzepte belebt werden, kann auch umgekehrt das religiöse Umfeld zeitgenössische Kunst bereichern.
In einem Funktionsanbau für Kirche und Kunstmuseum fand außerdem die Kamenzer Touristeninformation ihren Platz.

## Baubeschreibung

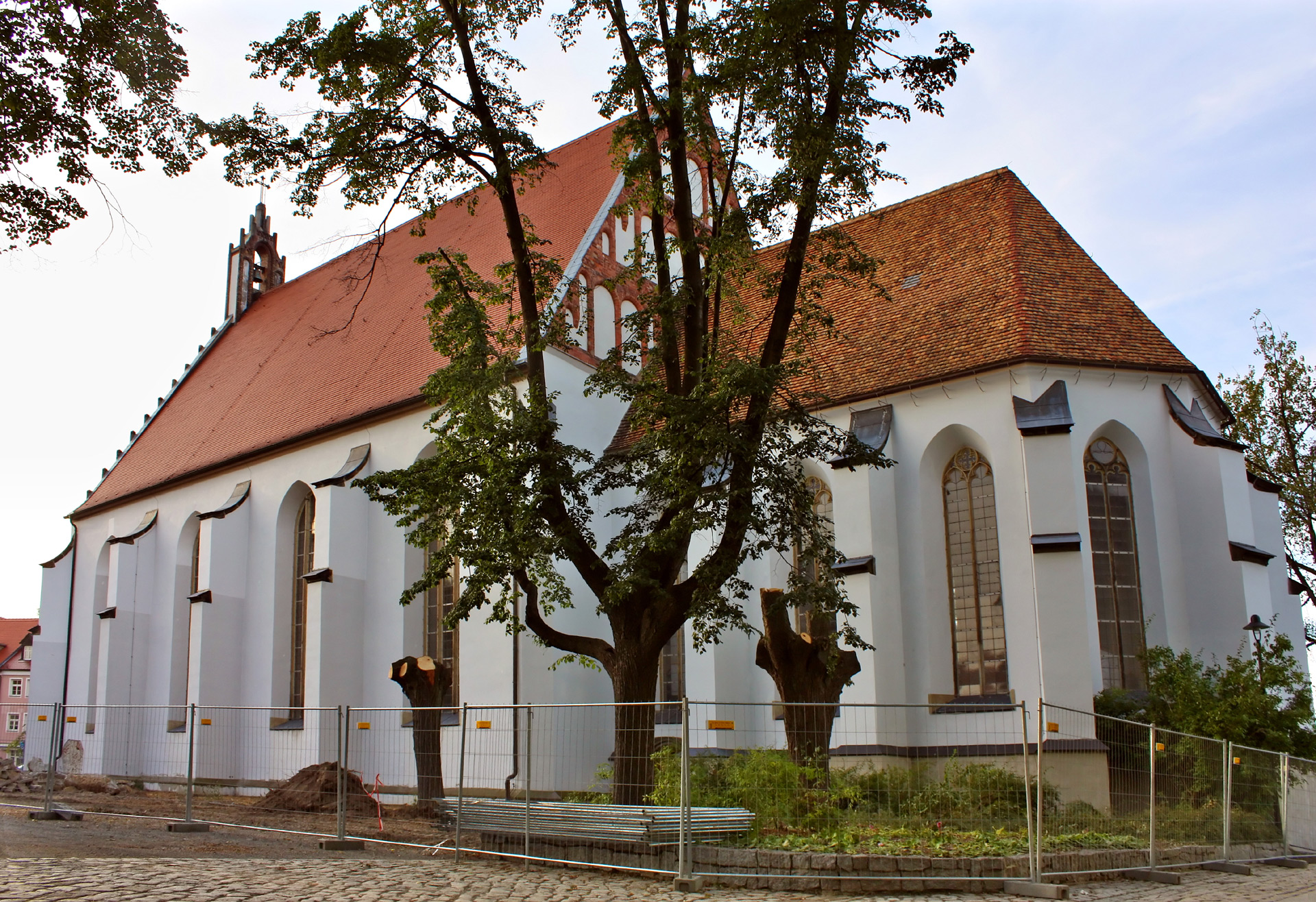
Südseite der turmlosen Hallenkirche

Die bemerkenswerte Lage des Klosters „vor den Mauern“ kommt heute, da die Konventsgebäude nicht mehr existieren und die äußere Stadtbefestigung abgerissen ist, nicht mehr zur Geltung. Derzeit präsentiert sich die Kirche freistehend als turmlose Hallenkirche mit steilem Satteldach. Der Bau ist aus Bruchsteinen errichtet und verputzt. An der Ost- und Westseite des Langhauses befinden sich mit Backsteinen verzierte Giebel.
Der Innenraum als dreischiffige vierjochige Halle erscheint hell und weit. Sechs Achteckpfeiler aus Sandstein stützen das regelmäßige Parallelrippengewölbe im Langhaus. Ein Triumphbogen teilt Langhaus vom dreijochigen Chorraum mit 3/8-Schluss, dessen Decke ebenfalls gewölbt ist.

### Ausstattung
Die Ausstattung ist für die Größe der Stadt und für eine evangelische Kirche außergewöhnlich. Fünf spätgotische Flügelaltäre sowie Figuren nicht mehr erhaltener Altäre dominieren den Raum. Ein weiterer Altar (Marienkrönungsaltar), der ursprünglich in der Klosterkirche stand, befindet sich heute als Hochaltar in der Begräbniskirche St. Just.
| Name/Patrozinium        | Entstehungsjahr         | Beschreibung | Bild |
| ----------------------- | ----------------------- | --- | ---- |
| Annenaltar (Hauptaltar) | um 1512/13 oder um 1520 | Predella mit Darstellung des Heiligen Abendmahls, seitlich die Wappen des Stifters – von König Vladislav II. oder seines Sohnes König Ludwig II.; im Schrein Anna selbdritt, darüber in Wolken schwebend Gottvater; in den Flügeln Heilige Sippe; auf den Flügelrückseiten in Anlehnung an druckgrafische Vorlagen (Dürer und Schongauer) Gemälde: Judaskuss, Kreuztragung, Jesus vor Pilatus, Kreuzigung. 1582 wollte Elisabeth von Österreich, die sich nach ihrer Zeit als Königin von Frankreich in Wien der Armenfürsorge und Krankenpflege widmete, den von ihrer Großtante Maria gestifteten Altar über Administrator Leisentritt erwerben – vielleicht sollte er der Ausstattung des von ihr gegründeten Wiener Klarissenklosters dienen. Der Kamenzer Rat lehnte den Verkauf ab. |      |
| Marienaltar             | um 1512/13 oder um 1520 | Predella (wohl eigentlich zum Sippenaltar gehörig [s. u.]) mit Darstellung von drei Kirchenvätern; im Schrein Maria mit Strahlenkranz, umschwebt von Engelspaar; linker Flügel oben Verkündigung, unten Geburt Christi, rechter Flügel oben Heimsuchung, unten Anbetung der Hl. Drei Könige; auf den Flügelrückseiten gemalte Darstellungen aus Marias Leben. |      |
| Sippenaltar             | um 1512/13 oder um 1520 | ohne Predella; im Mittelschrein Maria mit dem Christkind und Anna, darüber Joseph und die Männer Annas; in den Seitenflügeln Maria Kleophas und Maria Salome sowie weitere Angehörige der Hl. Sippe; auf den Rückseiten wird die Darstellung des geschnitzten Schreins in Tafelgemälden wiederholt. Zwei Tafeln, heute im Museum der bildenden Künste in Leipzig, bildeten möglicherweise ursprünglich die äußeren Flügel. Darauf sind auf den Innenseiten die Hl. Sippe und auf den Außenseiten Joachim und Anna dargestellt. Der vollständige Altar würde demnach in der ersten Wandlung die geschnitzte Festtagesseite in Malerei wiederholen, im geschlossenen Zustand die Begegnung an der Golden Pforte zeigen.                                                                     |      |
| Franziskusaltar         | um 1515                 | Predella mit Kreuztragung (nach Vorlagen von Martin Schongauer); Mittelschrein mit Stigmatisierung des Hl. Franziskus; geschnitzte Flügelreliefs mit Stationen aus Franziskus’ Leben (Lossagung vom Vater und Entsagung aller irdischen Güter, Traum Papst Innozenz’ III., Predigt des Franziskus, Tod des Franziskus); in der ersten Wandlung Tafelgemälde mit den Wundern des Heiligen; auf den Rückseiten vier Gemälde mit jeweils drei Nothelfern. |      |
| Heilandsaltar           | bez. 1513               | Predella links Geburt Christi, rechts Anbetung der Hl. Drei Könige, dazwischen eine Architektur, möglicherweise ein Hostientabernakel; Mittelschrein Christus flankiert von Franziskus und Bernhard von Siena; in den Flügeln Heilige und Märtyrer der Franziskaner; auf den Rückseiten Aposteldarstellungen (wiederum nach Vorlagen von Martin Schongauer). |      |

## Orgel
Nach dem Stadtbrand von 1842, bei dem alle Klostergebäude vernichtet wurden, die Kirche das Dach verlor, im Innern aber fast unbeschädigt blieb, wurde das Gotteshaus innen neu ausgestaltet. Im Jahr 1848 fasste der Rat der Stadt den Beschluss, eine Orgel für die Kirche planen zu lassen, und ersuchte den Dresdner Hoforganisten Johann Gottlob Schneider um ein Gutachten. 1849/1850 erfolgte der Einbau der Orgel von Johann Gottlob Mende, die sein letztes Werk wurde – Mende verstarb am 14. August 1850.
Als 1891 in der Kamenzer Hauptkirche St. Marien die Walcker-Orgel in neugotischem Prospekt eingebaut und die bis dahin vorhandene Schurig-Orgel „vernichtet“ wurde, übernahm man von dieser ein Register – die Äoline 8’ (Fugara 8’) – in die Mende-Orgel der Klosterkirche. Das kursächsische Wappen mit den beiden Löwen vom alten Orgelprospekt der Marienkirche fand seinen neuen Platz an der Orgelempore der Klosterkirche.

## Geläut
Das Geläut besteht aus einer Bronzeglocke, welche im Glockengiebel an einem hölzernen Glockenjoch hängt.
Im Folgenden eine Datenübersicht des Geläutes:
| Nr. | Gussdatum | Gießer                          | Material | Durchmesser | Masse  | Schlagton |
| --- | --------- | ------------------------------- | -------- | ----------- | ------ | --------- |
| 1   | 1922      | Glockengießerei J. G. Weinholdt | Bronze   | 760 mm      | 250 kg | h′        |

## Trivia
Im August 2020 sorgten die Krodel-Gemälde Gesetz und Gnade für Aufsehen. Im Rahmen des Social-Media-Marketings wurden Ablichtungen des Doppelbildes, welches die Kreuzigung Jesu thematisiert, bei Facebook gepostet und durch die Algorithmusprüfung als gewaltverherrlichend gesperrt. Die manuelle Nachprüfung führte zum gleichen Ergebnis. Nach Beschwerde und erneuter Prüfung war das Bild auf Facebook wieder zu sehen.